# فيليبي رينيرو
فيليبي رينيرو (بالإسبانية: Felipe Reynero)‏ (14 مارس 1989 بسانتياغو في تشيلي - ) هو لاعب كرة قدم تشيلي في مركز الوسط. لعب مع هواتشيباتو وسان أنطونيو أونيدو ‏ وديبورتيس ماجالانز وديبورتيس إيكيكي ورينجرز دي تالكا وأونيفرسيداد دي كونسيبسيون ‏.

## روابط خارجية
- فيليبي رينيرو على موقع قاعدة بيانات كرة القدم.إي يو (الإنجليزية)
- فيليبي رينيرو على موقع Soccerway.com (الإنجليزية)
- فيليبي رينيرو على موقع AS.com (الإسبانية)